# 郑青
郑青（1966年12月—），女，汉族，云南昭通人，中华人民共和国政治人物，现任辽宁省高级人民法院党组书记、院长。